# 나카니시 에이스케
나카니시 에이스케(일본어: 中西 永輔, 1973년 6월 23일 ~ )는 일본의 은퇴한 축구 선수이다.

## 구단 경력
1992년 J1리그의 제프 유나이티드 이치하라에 입단했다. 2003년까지 273경기에 출전하여, 34득점을 넣었다. 1998년에 J리그컵 준우승. 2004년 요코하마 F. 마리노스로 이적했다. 2004년에 J1리그 우승을 차지했다. 2006년후 현역 은퇴.

## 국가대표팀 경력
그는 1997년 FIFA 월드컵 예선에 참가할 일본 국가대표팀에 발탁되었으며, 9월 7일 우즈베키스탄와의 경기에서 데뷔했다. 1998년 FIFA 월드컵에도 출전했다. 그는 2002년까지 국제 A매치 통산 14경기에 출전했다.

## 통계
| 일본 | 일본 | 일본 |
| 연도 | 출전 | 득점 |
| ---- | ---- | ---- |
| 1997 | 5    | 0    |
| 1998 | 6    | 0    |
| 1999 | 1    | 0    |
| 2000 | 1    | 0    |
| 2001 | 0    | 0    |
| 2002 | 1    | 0    |
| 통산 | 14   | 0    |